# Calosphyrum bimaculatum
Calosphyrum bimaculatum là một loài tò vò trong họ Ichneumonidae.